# Wim Meuleman

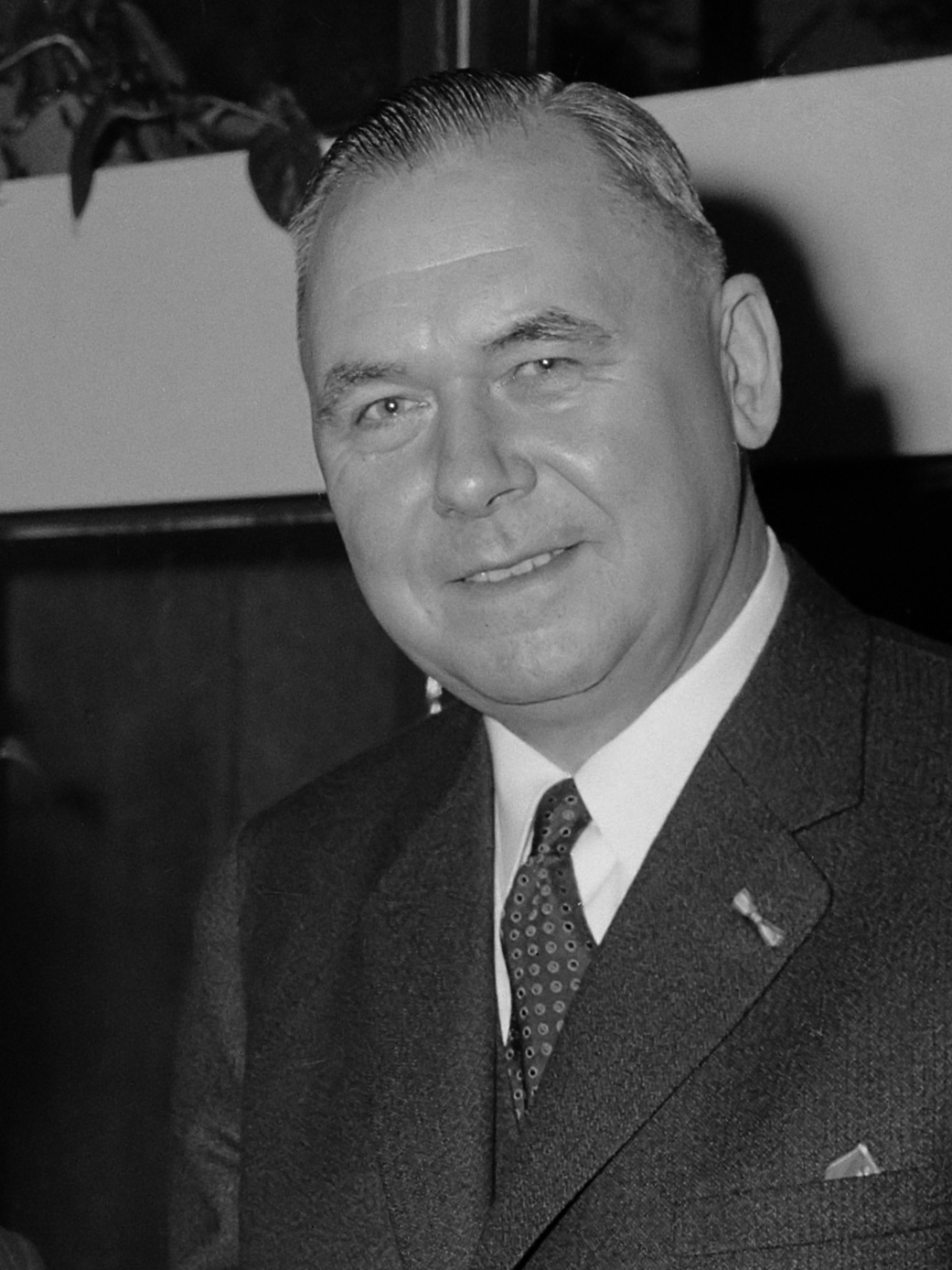
Wim Meuleman

Wilhelmus Antonius Gerardus Maria "Wim" Meuleman (Dieren, 23 februari 1910 – Naarden, 10 oktober 1988) was een Nederlands voetbalbestuurder. Hij was van 1966 tot 1980 voorzitter van de Koninklijke Nederlandse Voetbalbond (KNVB).

## Loopbaan
Meuleman speelde in de jeugd van Quick Nijmegen. Door een meniscusoperatie kwam het niet tot een loopbaan op seniorenniveau. Hij werd vervolgens scheidsrechter en floot op 23-jarige leeftijd reeds zijn eerste wedstrijd in de hoogste klasse. Later werd hij actief als bestuurder. In 1940 werd Meuleman voorzitter van voetbalclub ZVV Be Quick en in 1948 van het Eindhovense EVV.
Nadat Meuleman voor zijn werk als verzekeringsagent naar Paramaribo was verhuisd, werd hij bestuurslid van de Surinaamse Voetbal Bond (SVB) en in 1957 voorzitter. Hij was medeoprichter van de Surinaamse scheidsrechtersorganisatie. Bij zijn afscheid in 1960 werd hij benoemd tot Ridder in de Orde van Oranje-Nassau en later erelid van de SVB. Hij keerde terug naar Nederland en werd in 1966 gekozen tot voorzitter van de KNVB, als opvolger van Toon Schröder. Meuleman bleef aan tot 1980 en maakte in deze periode de opkomst van het Nederlands clubvoetbal en het Nederlands voetbalelftal mee, met finaleplaatsen op het WK 1974 en WK 1978. In 1980 trad hij af. Hij werd opgevolgd door Jo van Marle. Bij zijn afscheid werd hij benoemd tot erelid van de KNVB en de KBVB. Hij ontving niet alleen hulde bij zijn afscheid, er waren ook protesten tegen het voorgenomen bezoek van het Nederlandse elftal aan Uruguay.
Wim Meuleman overleed in 1988 op 78-jarige leeftijd in zijn woonplaats Naarden aan een hartaanval.